# Syndrome d'Asherman
 Mise en garde médicale

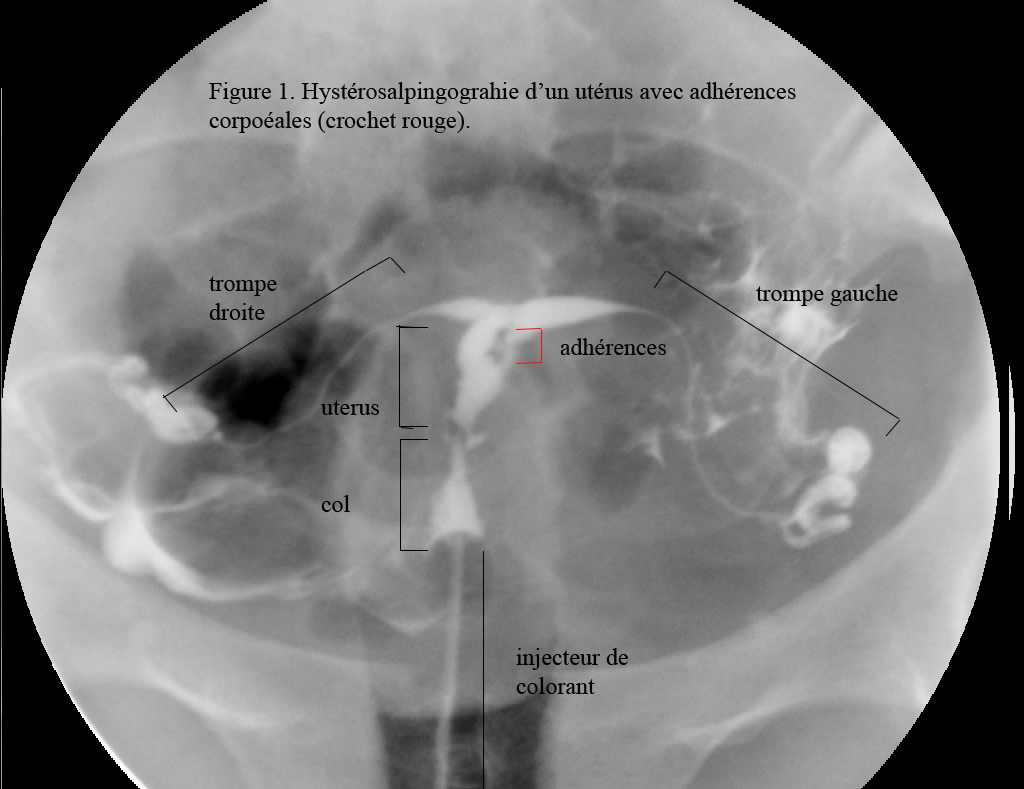
image hystérosalpingographique.

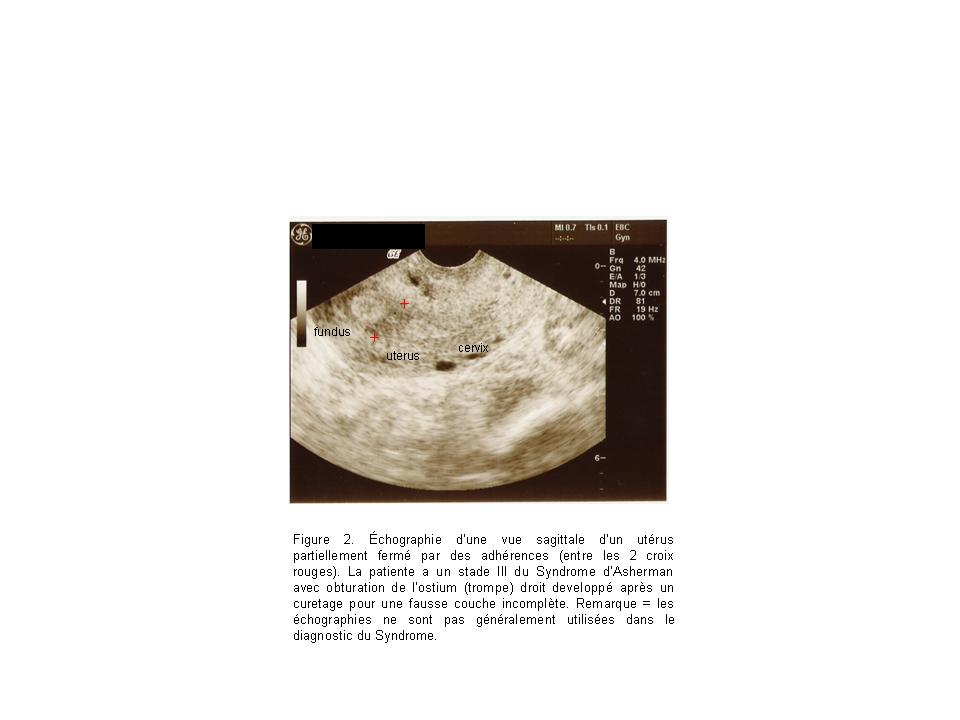
image échographique.

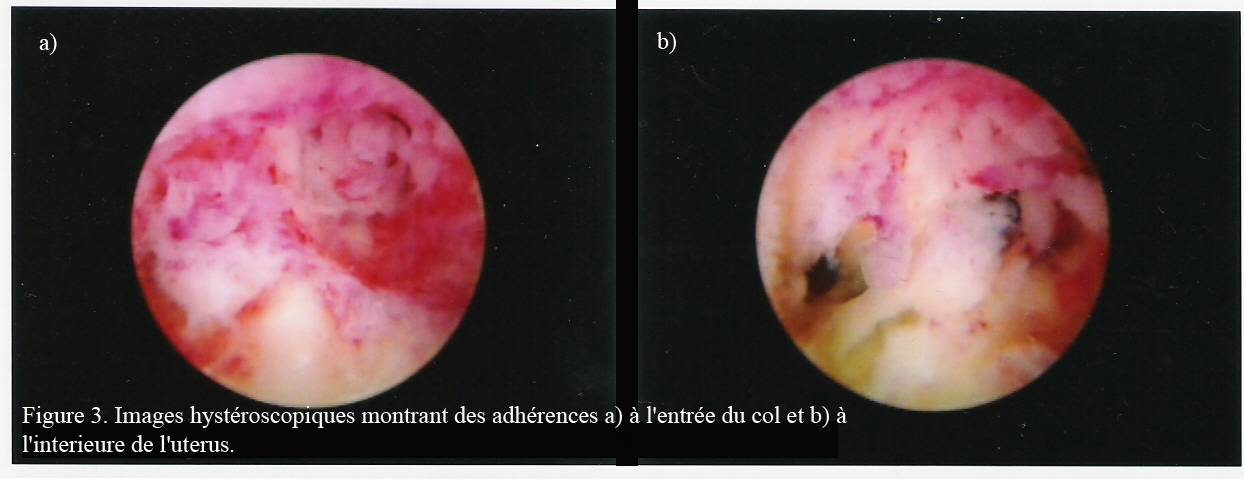
image hystéroscopique.

Le syndrome d'Asherman est une maladie utérine acquise, caractérisée par la formation d'adhérences (tissu de cicatrisation) dans l'utérus.

## Causes
La cavité de l’utérus est tapissée par de l’endomètre. L’endomètre est un tissu composé de deux couches, la couche fonctionnelle est éliminée pendant les règles et la couche basale est nécessaire pour régénérer la couche fonctionnelle. Un traumatisme sur la couche basale, typiquement par un curetage (dilatation-curetage) réalisé après une fausse couche, un accouchement ou un avortement peut entraîner le développement de cicatrices intra-utérines qui aboutissent à créer des adhérences ou synéchies qui peuvent obturer la cavité à des degrés de gravité variables.
Le cas extrême est la cicatrisation et l’occlusion de la cavité entière. Même avec des cicatrices peu répandues, l’endomètre peut ne plus répondre à l’induction des œstrogènes et se met « au repos ». Très souvent, les patientes observent des troubles des règles, caractérisés par un changement dans l’importance et la durée des règles (aménorrhée, hypoménorrhée ou oligoménorrhée) et peuvent devenir stériles. Les troubles des règles sont souvent, mais pas toujours, corrélés au degré de gravité des adhérences. Les adhérences qui se trouvent au niveau du col ou de la partie inférieure de l’utérus peuvent bloquer l’élimination des règles si la cavité utérine est peu ou pas atteinte. Les douleurs pendant l’ovulation ou la période des règles, ou période présumée des règles, sont aussi fréquentes et peuvent être attribuées à ce blocage.
Le syndrome d’Asherman se développe le plus fréquemment après un curetage réalisé sur un utérus gravide (récemment porteur d’une grossesse), après une fausse couche soit manquée ou incomplète pour éliminer les produits de conception retenus, une naissance pour éliminer le placenta retenu, ou un avortement. Comme la même méthode est utilisée pour ces trois situations, le syndrome peut se déclencher dans chacune des circonstances. Il atteint les femmes de tous âges et de toutes origines car il n’y a aucune prédisposition génétique. Dans une étude menée sur 1 900 patientes souffrant du syndrome d’Asherman, plus de 90 % des cas étaient dus à des curetages pratiqués après des grossesses. On estime que 5 % des curetages provoquent ce syndrome. D’autres, plus prudents, parlent de 1 %. 25 % des curetages pratiqués entre 1 et 4 semaines après un accouchement engendrent le syndrome d’Asherman,, et également 30,9 % des curetages pratiqués pour des avortements spontanés et 6,4 % des curetages pratiqués pour des fausses couches incomplètes engendrent un syndrome d’Asherman. Dans le cas d’avortements spontanés, le délai entre la mort fœtale et le curetage accroît les risques d’adhérences à plus de 30,9 %,. Le risque de développer un syndrome d’Asherman s'accroît aussi avec le nombre de curetages pratiqués, une étude démontre que le risque est de 16 % après un, de 32 % après 3 curetages ou plus.
Selon le degré de gravité, le syndrome d’Asherman peut conduire à la stérilité, à des fausses couches à répétition, à des douleurs dues aux règles qui ne peuvent s’écouler et à des grossesses à très haut risque (voir le sous-titre pronostic). Il est aussi suggéré que le syndrome d’Asherman non traité, quand les adhérences bloquent les règles qui sont refoulées dans l’abdomen, peut conduire au développement de l’endométriose.
Le syndrome d’Asherman peut aussi être développé après d’autres types de chirurgie comme les césariennes,, l’enlèvement de fibromes (myomectomie) ou d’autres causes comme les dispositifs intra-utérins (DIU), irradiation pelvienne, schistosomiase et tuberculose génitale. L’endométrite chronique due à la tuberculose génitale est une cause significative d’adhérences intra-utérines (AIU) dans les pays en voie de développement, et résultent souvent en l'obstruction complète de la cavité utérine, ce qui est difficile à traiter.
Des cas de syndromes d’Asherman induits par l’ablation de l'endomètre volontaire chez les femmes souffrant de saignements abondants (métrorragies) ont également déjà été rapportés. Cette chirurgie est une alternative à l'hystérectomie pour le traitement des métrorragies.

## Incidence
Il est estimé que ce syndrome affecte 1,5 % des femmes qui subissent une HSG entre 5 % et 39 % des femmes souffrant de fausses couches à répétition,, et jusqu’à 40 % des patientes qui ont eu un curetage pour des rétentions de produits de conception. La vraie prévalence des syndromes d’Asherman n’est pas connue car nombreux sont les médecins qui n’en connaissent pas les symptômes et passent à côté de son diagnostic. Si le degré de conscience des médecins sur ce phénomène augmentait, cela révélerait sûrement une fréquence plus élevée que celle précédemment rapportée.

## Diagnostic
Une aménorrhée avec un historique de curetage pratiqué après une grossesse est typique. L’hystéroscopie est la méthode idéale pour poser un diagnostic. Les images obtenues par hystérosonographies ou par hystérosalpingographie révèlent l’étendue des cicatrices et adhérences (synéchies). L’échographie seule n’est pas une méthode fiable pour le diagnostic du syndrome d’Asherman. Les analyses hormonales montrent souvent des taux normaux compatibles avec les fonctions reproductrices, ce qui élimine la possibilité des troubles menstruels dus aux dérèglements hormonaux.

## Traitement
La fertilité peut se restaurer en enlevant les synéchies. L’hystéroscopie opératoire est utile pour visualiser les adhérences, inspecter la cavité utérine et éliminer les tissus cicatriciels. Dans les cas les plus sévères, la laparoscopie est utilisée conjointement comme mesure de prévention pour éviter la perforation utérine. Les micros-ciseaux sont généralement utilisés pour couper les adhérences. L’Électrochirurgie n’est pas recommandée par certains (March, 1996)[source insuffisante] à cause des possibilités d’endommagement permanent de l’endomètre et l’absence d’avantages sur d’autres méthodes. Mais d’autres qui utilisent le system Versapoint constatent de bons résultats et soulignent qu’il élimine la nécessité de dilatation cervicale, et donc enlève la risque d’incompétence cervicale pendant la grossesse.
Une barrière telle qu'une membrane mécanique ou un gel peut être placée dans l'utérus à la fin de la chirurgie pour maintenir les parois séparées pendant la phase de cicatrisation pour éviter les récidives de formation de synéchies. Une sonde (de Foley (en) ou de Cook) peut aussi être mise en place dans l’utérus entre 1 et 3 semaines.
Un traitement œstroprogestatif est généralement prescrit après une opération pour stimuler la croissance de l’endomètre et également éviter que les parois de l’utérus se recollent. La dernière étude randomisée contrôlée a montré une amélioration significative des patientes atteintes du syndrome d’Asherman ayant reçu le dispositif Womed Leaf par rapport à celle du groupe contrôle n’ayant pas reçu de barrière.
Les examens de suivi post-chirurgie (HSG, hystéroscopie ou SHG) sont indispensables pour s’assurer que les synéchies ne se sont pas reformées. Plusieurs opérations complémentaires successives peuvent parfois être nécessaires pour restaurer une cavité utérine normale.
D’après une étude récente sur 61 patientes, le taux de récidives de synéchies est de 27,9%. Ce taux peut atteindre 76% pour les synéchies modérées et sévères,,.

## Pronostic
L’étendue des cicatrices est le point critique. Les petites synéchies sont souvent traitées avec succès. Une obturation étendue de la cavité utérine ou le blocage des ouvertures des trompes de Fallope (ostium) peuvent nécessiter plusieurs interventions ou même être incurables. Dans ce cas, les FIV ou l’adoption peuvent être proposées.
Les patientes qui parviennent à tomber enceinte après une correction de syndrome d’Asherman peuvent avoir un risque important de mauvaise insertion placentaire, avec notamment des risques de placenta accreta, lorsque le placenta s’implante dans l’utérus plus profondément qu’il ne le faudrait, ce qui induit des complications au moment de la délivrance. Des accouchements prématurés, des fausses couches du 2e trimestre, des ruptures utérines sont aussi des complications rapportées. À cause des dilatations répétées, une incompétence du col est aussi possible, c'est-à-dire qu’il ne supporte pas le poids du fœtus, la pression peut conduire à la rupture des membranes (perte des eaux) l’accouchement est donc prématuré. Le cerclage est un anneau qui peut être mis en place pour aider le col à rester fermé et éviter cela.
Le taux de grossesses après une cure de synéchie est de 60 % environ, et le taux de naissances viables est de 38,9 % selon une étude. Le taux de succès est lié à la sévérité des synéchies avec 93 %, 78 % et 57 % de grossesses après traitement d’un léger, modéré ou sévère syndrome d’Asherman aboutissant respectivement à 81 %, 66 % et 32 % de naissances viables.
L’âge est également un facteur déterminant pour les résultats sur la fertilité après un syndrome d’Asherman. Pour les femmes de moins de 35 ans traitées pour de sévères synéchies, le taux de grossesses est de 66,6 % comparé à 23,5 % chez les femmes de plus de 35 ans.

## Prévention
Un syndrome d’Asherman n’est pas forcément causé par un curetage « très agressif », mais par le fait que l’intervention se fait à l’aveugle et que l’endomètre est un tissu fragile. Les alternatives médicamenteuses au curetage pour l’évacuation de produits de conception ou de rétentions placentaires existent, comme le misoprostol, le méthotrexate et le mifépristone. Des études montrent que ces méthodes sont moins invasives, moins chères, souvent presque aussi efficaces et plus sûres et constituent une alternative acceptable dans la plupart des situations,. Il a été suggéré dès 1993 que l’incidence des synéchies est plus faible dans les évacuations médicales (misoprostol) de l’utérus car elles évitent l’utilisation d’instruments dans l’utérus. Jusqu’ici, une étude atteste cette remarque et démontre qu'aucun des femmes traitées au misoprostol pour les fausses couches incomplètes n’ont développées de synéchies, contre 7,7 % qui l’ont développées après avoir subi un curetage. L’avantage du misoprostol est qu’il peut être utilisé pour l’évacuation utérine après une fausse couche mais aussi après un accouchement, pour une rétention de placenta ou une hémorragie.
Alternativement, un curetage peut être fait sous contrôle échographique et non pas à l’aveugle. Ceci permet au chirurgien de gratter l’endomètre là où il y a du tissu retenu qui doit être éliminé, en évitant ainsi de gratter à l’aveugle toute la cavité en risquant de l’abîmer.
Un monitoring précoce pour identifier rapidement une fausse couche peut prévenir le développement, ou le cas échéant, la récidive d’un syndrome d’Asherman car les synéchies apparaissent d’autant plus facilement que le curetage est réalisé tardivement après la mort fœtale. Ainsi, évacuer rapidement l’utérus après une mort in utero peut prévenir la formation d’adhérences intra utérines.
L’utilisation d’une hystéroscopie au lieu d’un curetage pour l’évacuation de produits de conception ou d’une rétention de placenta est une alternative (Goldenberg et al, 1997), mais qui peut se révéler inefficace en cas de présence importante de tissus. Une hystéroscopie requiert une expertise et n’est pas pratiquée en routine car c’est une méthode peu répandue.
Il n’y a pas de données qui permettent de dire qu’une technique de curetage par aspiration engendre moins de syndrome d’Asherman qu’une technique avec une curette. Un article récent décrit 3 cas de femmes ayant développé des synéchies après un curetage manuel aspiratif.

## Histoire
Il a été décrit pour la première fois en 1894 par Heinrich Fritsch (Fritsch, 1894), puis plus précisément par le gynécologue Joseph Asherman en 1948. Il est aussi connu sous le nom de syndrome de Fritsch ou de Fritsch-Asherman.

## Le syndrome d'Asherman dans la culture
L'artiste peintre Frida Kahlo est atteinte de ce mal à la suite d'un accident de la circulation, ce qui aura des répercussions sur son œuvre.

### Séries télé parlant du syndrome d’Asherman
- Dans Cold Feet, Rachel Bradley (jouée par Helen Baxendale) apprend qu’elle a développé un syndrome d’Asherman après un avortement.
- Dans The Return of Jezebel James Sarah Thompkins (jouée par Parker Posey, vue dans Superman Returns) découvre qu’elle est stérile à cause d’un syndrome d’Asherman.
- Dans Parenthood (épisode 19 de la saison 2), Julia Braverman (jouée par Erika Christensen) apprend qu'elle a développé un syndrome d'Asherman rendant peu probable une nouvelle grossesse.
- Dans The Good Doctor  (épisode 7 de la saison 6) le personnage de Léa découvre qu'elle a développé le syndrome d'Asherman après un an après sa fausse couche à 22 SA.